# Saint-Nolff
Saint-Nolff is een gemeente in het Franse departement Morbihan (regio Bretagne). De plaats maakt deel uit van het arrondissement Vannes. De gemeente telde 3.952 inwoners op 1 januari 2022.

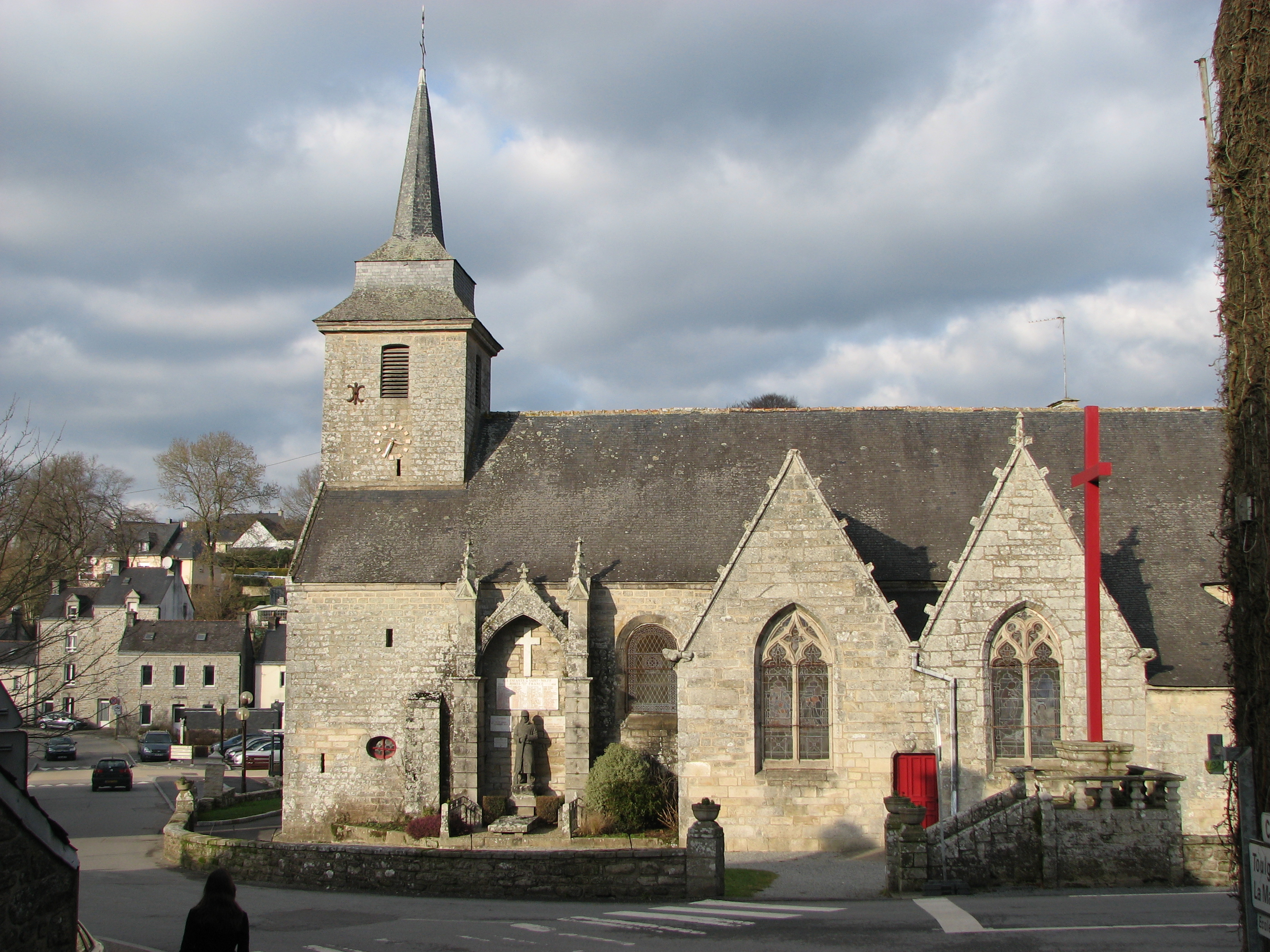
Kerk van Saint-Nolff
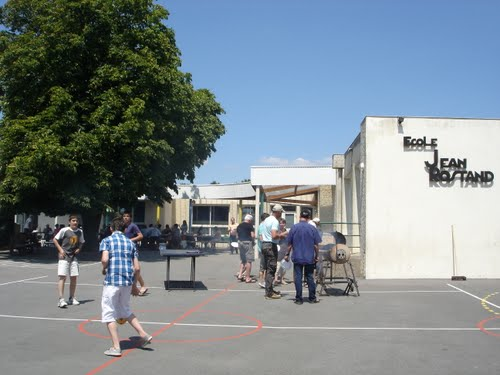
School Jean Rostand
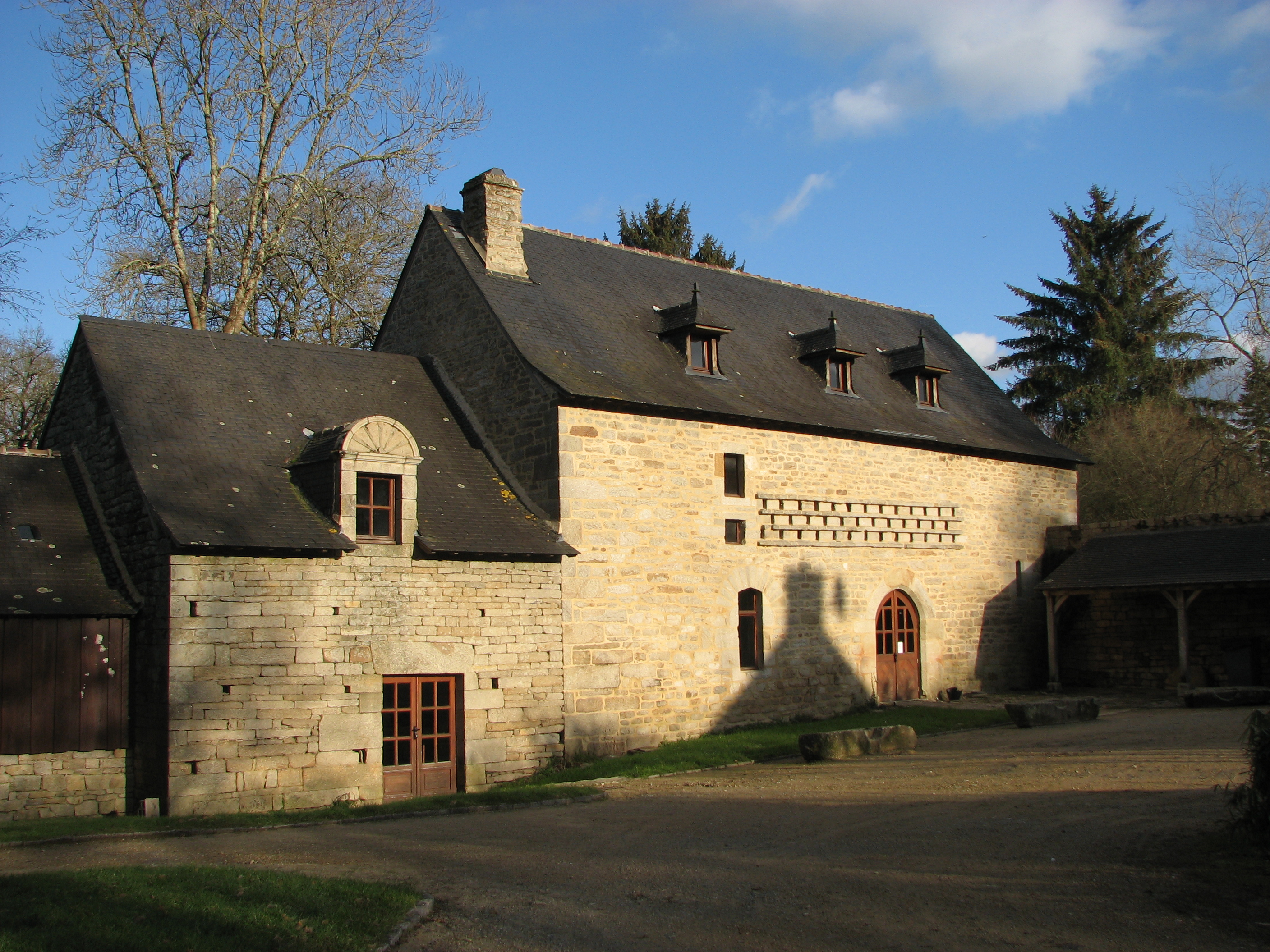
Moulin du Gourvinec

## Geografie
De oppervlakte van Saint-Nolff bedroeg op 1 januari 2022 25,92 vierkante kilometer; de bevolkingsdichtheid was toen 152,5 inwoners per km².

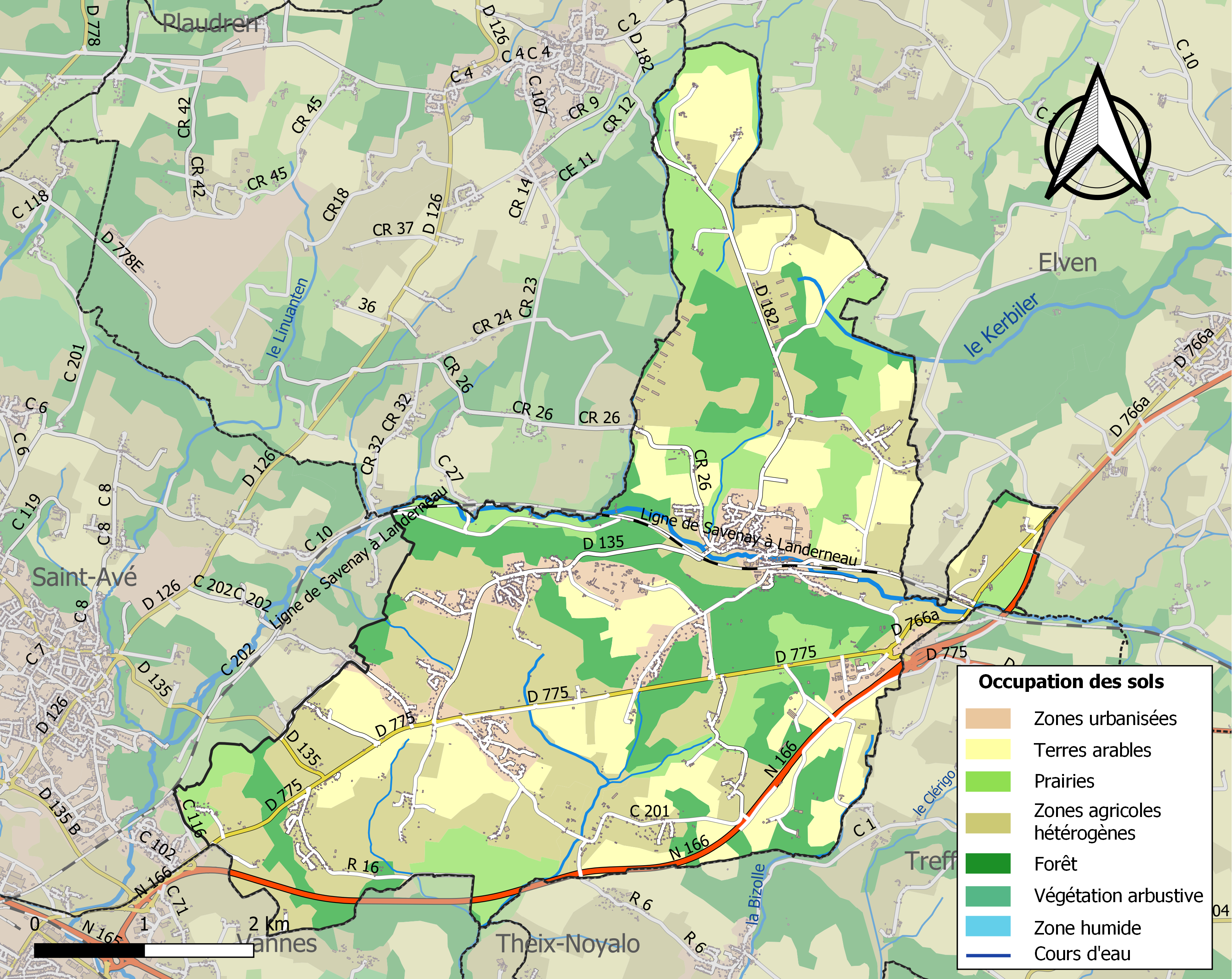
Kaart van de gemeente met de belangrijkste infrastructuur, bodemgebruik en omliggende gemeenten

## Demografie
Onderstaande figuur toont het verloop van het inwonertal, bron: INSEE-tellingen. 